# Elitettan
Elitettan este competiția secundă de fotbal feminin din Suedia. Liga a fost creată în anul 2013.